# Станков, Валерий
Валерий Станков (болг. Валери Станков; род. 12 августа 1955 года) — болгарский футболист, полузащитник, наиболее известный по выступлениям за софийский «Локомотив».

## Карьера
Валерий начинал карьеру в софийском «Локомотиве». После успешных выступлений в юношеской команде он был переведён во взрослую, где надолго не задержался. В 1976 году Валерий перебрался в более скромный клуб «Розова Долина», игравший во второй лиге Болгарии. Следующим клубом полузащитника стал «Минёр» из Бухово. Он был частью команды, выбившей из Кубка Болгарии грозный «Левски», что тогда считалось большим подвигом. Из «Минёра» Валерий вернулся в родной «Локомотив». В составе «железнодорожников» в сезоне 1985/86 он провёл две еврокубковые игры: 18 сентября 1985 года полузащитнику целиком отыграл первый матч 1/32 финала Кубка УЕФА против кипрского «АПОЭЛа», а 2 октября провёл 45 минут в рамках ответной встречи. Доигрывал Валерий в ихтиманском «Ботеве».

## Личная жизнь
После окончания карьеры Валерий занялся ресторанным бизнесом. Он нередко приглашается болгарскими спортивными изданиями в качестве эксперта. Его сын Станислав Валериев Станков — тоже бывший футболист. Как и отец, Станислав начинал карьеру в «Локомотиве», также он выступал за фарерский «Б68» и ряд любительских клубов Болгарии.